# 9К51М «Торнадо-Г»
«Торнадо-Г» (Індекс ГРАУ 9К51М) — російська реактивна система залпового вогню калібру 122 мм, модернізація радянської РСЗВ БМ-21 «Град». «Торнадо-Г» має більший ступінь автоматизації, що зменшує час, необхідний на розгортання та підготовку системи до вогню.

## Характеристики
РСЗВ є глибокою модернізацією РСЗВ «Град» і призначена для її заміни. Вона складається з пускової установки (ПУ) БМ-21-1 2Б17-1 (2Б17М) на шасі Урал-4320, 122-мм НКРС, КСАУ «Капусняк-БМ» (від СГ 2С3М2) і транспортно-заряджальної машини (ТЗМ).
Модернізація РСЗВ здійснювалася в напрямку автоматизації наведення і прицілювання. Відмінності «Торнадо-Г» від РСЗВ «Град» полягають у зменшенні обслуги до 2-х осіб, скороченні часу розгортання на позиції та веденні вогню без топогеодезичної підготовки. При цьому пакет напрямних можна наводити без виходу обслуги з кабіни. Для забезпечення стрільби НКРС з відокремлюваною головною частиною ПУ отримали установники часу спрацьовування детонатора.
Бойові можливості РСЗВ були розширені завдяки новим касетним НКРС з самоприцілюваними кумулятивними бойовими елементами, що дозволяють вражати бронетехніку (пробивають 70-100-мм броні).
Основними новими типами некерованих реактивних снарядів (крім тих, що застосовуються для РСЗВ «Град») є: касетний 9М217 і 9М218 з кумулятивно-осколковими бойовими елементами та дальністю стрільби до 30 км; осколково-фугасні 9М521 і 9М522 з дальністю стрільби 40 і 37,5 км.
У 2018 році були представлені некеровані реактивні снаряди 9М538, 9М539 та 9М541, які мають більшу потужність бойової частини при збереженні максимальної дальності ураження цілі на рівні штатних 9М22У для БМ-21 «Град».
За ефективністю «Торнадо-Г» перевершує «Град» у 2,5-3 рази.
Всього випущено 56 ПУ 9Б17М: 18 од. перебувають у дослідній експлуатації у 20-й МСбр, по 6 од. в 18-й і 19-й МСбр. РСЗВ «Торнадо-Г» була прийнята на озброєння у 2013 році. На 2014 рік держзамовлення на неї зросло у 2 рази, а на 2015-му виросте (як очікується) в 3 рази.

## Боєприпаси
Окрім боєприпасів для РСЗВ БМ-21 «Град», в номенклатуру входять і нові боєприпаси, створені спеціально для системи «Торнадо-Г», які збільшують максимальну дальність вогню. Наприклад  снаряд 9М521 має максимальну дальність до 40 км, що вдвічі більше ніж у стандартного снаряда РСЗВ «Град» 9М22У.
Реактивні снаряди 9М538, 9М539 та 9М541 навпаки, мають більшу потужність бойової частини при збереженні максимальної дальності ураження цілі на рівні штатних 9М22У для БМ-21 «Град» (близько 20 км). Так, наприклад, реактивний снаряд 9М538 майже вдвічі ефективніший за штатний снаряд РСЗВ «Град». Маса головної частини дорівнює 34,5 кг, кількість готових 6-мм разючих елементів у ньому дорівнює 1312 штук, 9-мм — 2660 штук.
| Таблиця ТТХ нових реактивних снарядів для систем 9К51 та 9К51М |                          |               |             |                  |               |                      |
| Індекс                                                         | Тип боєприпасу           | Тип підривача | Маса БЧ, кг | Маса снаряда, кг | Дальність, км | Бронепробивність, мм |
| 9М217                                                          | касетний з КОБЕ          | дистанційний  | 25          | 70               | до 30         | 60..70               |
| 9М218                                                          | касетний з КОБЕ          | дистанційний  | 25          | 70               | до 30         | до 100               |
| 9М521                                                          | ОФС                      | електронний   | 21          | 66               | до 40         | —                    |
| 9М522                                                          | ОФС з відокремлюваною БЧ | електронний   | 25          | 70               | до 37,5       | —                    |
| 9М538                                                          | ОФС                      |               | 34,5        | 70               | до 20         | —                    |
| 9М539                                                          | ОФС з відокремлюваною БЧ |               |             |                  | до 20         | —                    |
| 9М541                                                          | касетний з КОБЕ          |               |             |                  | до 20         | до 140 мм            |

## Бойове застосування

### Російсько-українська війна
ЗС Росії успішно випробували РСЗВ «Торнадо-Г» у зоні АТО. Мінський меморандум від 20 вересня 2014 вимагав відвести РСЗВ «Торнадо-Г» на 40 км від лінії зіткнення сторін.
Спочатку в середині березня 2022 року в передмістях Києва, а потім у першій половині квітня 2022 року з'явились фото і відео падіння реактивних снарядів на парашутах. Журналісти видання Defense Express зробили припущення, що це можуть бути або снаряд 9М539 для РСЗВ «Торнадо-Г», або касетний 9М55К1 для БМ-30 «Смерч».
Російські загарбники перекидали установки «Торнадо-Г» на захоплений ними острів Зміїний, але під час термінової втечі 30 червня 2022 року на причалі була залишена одна установка щільно обставлена іншою технікою, баками з пальним та ящиками з боєприпасом. БПЛА Bayraktar TB2 із складу Морської авіації ВМС України одним влучним ударом знищив декілька вантажівок ворога та залишений «Торнадо-Г» з боєкомплектом, що стояли на причалі.
Одну установку ЗСУ захопили як трофей під час слобожанської операції в Ізюмі у вересні 2022 року.
Станом на 22.11.2023 відомо про втрату Росією 19 одиниць 9К51М .

## Оператори
- Росія: 180 одиниць, станом на 2021 рік[15]
- Україна: певна кількість захоплена як трофеї під час вторгнення Росії в Україну.

### Відео
- Военные осваивают реактивные системы «Торнадо-Г» на YouTube
- Видеосюжет о Торнадо-Г на YouTube